# Franz Dinghofer

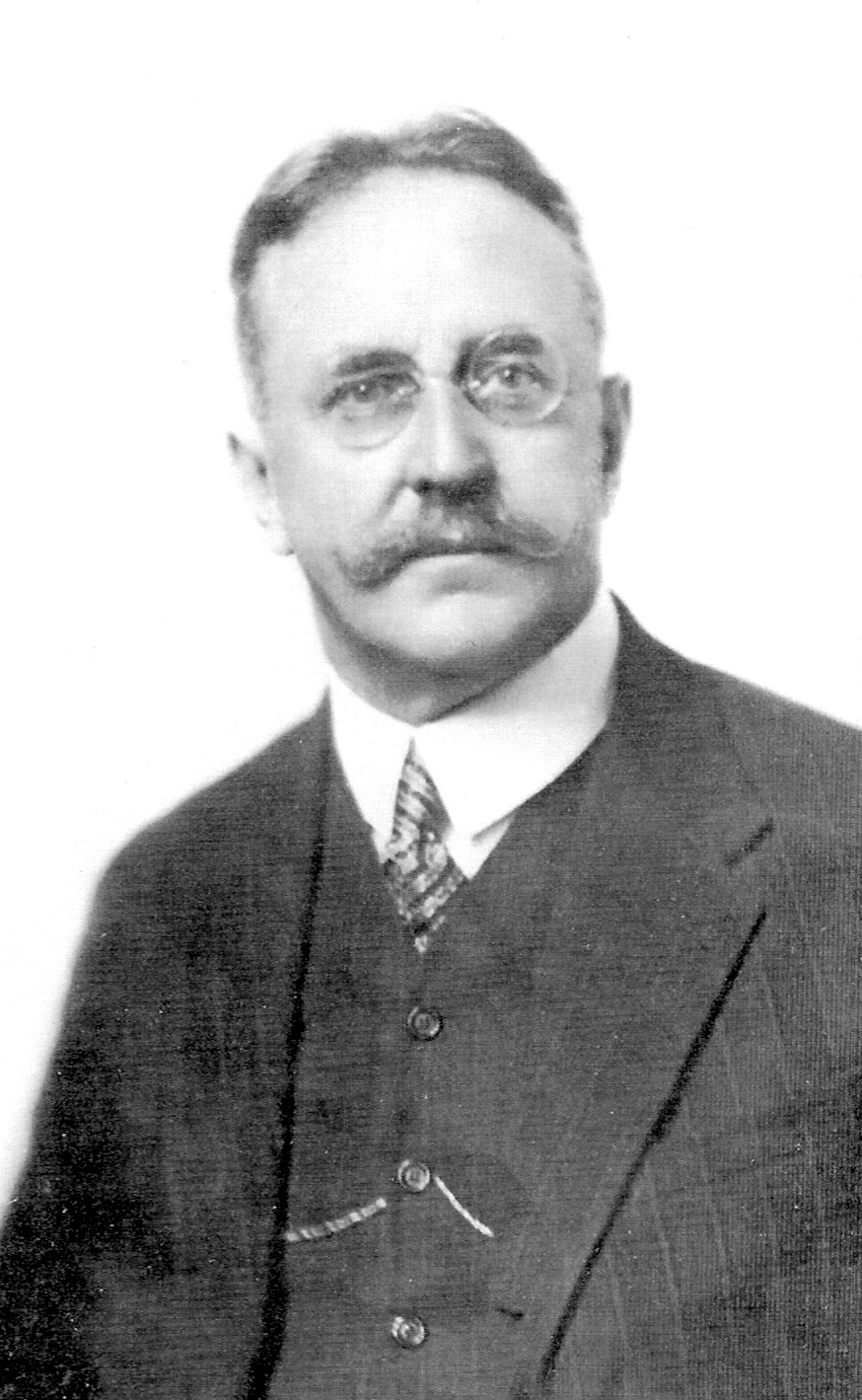
Franz Dinghofer, 1907.

Franz Dinghofer, född 6 april 1873, död 12 januari 1956, var en österrikisk jurist och politiker.
Dinghofer var borgmästare i Linz 1905-1918, invaldes 1909 i den österrikiska lantdagen, 1911 i riksrådet, som han tillhörde till och med 1918. Från oktober 1918 till februari 1919 var han president i den provisoriska nationalförsamlingen, och ledde dess förhandlingar 12 november 1918, då republiken Tysk-Österrike proklamerades. Dinghofer var en av grundarna och ledarna av det tysk-nationella partiet i Österrike (Grossdeutsche Volkspartei), och var 1919-1928 medlem av nationalrådet. 1926-1927 var han vice förbundskansler och från maj till september samma år minister utan portfölj, därefter till juli 1928 justitieminister. Från 1928 var Dinghofer förste president i Österrikes högsta domstol. 1940 ansökte antisemiten Dinghofer om medlemskap i NSDAP. Redan efter två månader blev han tilldelad medlemsnummer var 8450902. 